# 오오하라 메구미
오오하라 메구미(일본어: 大原 めぐみ, 1975년 4월 16일~)는 일본의 여성 성우이다. 켓케 코퍼레이션 소속이다. 도쿄도 출신이며 키는 156cm이며 혈액형은 O형이다. 기혼자이며 아이가 둘 있다.

## 개요
초등학교 1학년 때 아버지의 뜻에 따라 아동 극단에 들어가 활동했다. 영화나 드라마에 정규 출연한 적은 없었지만 광고 엑스트라 출연은 한 적이 있다고 한다.
이후 미용사로 일했으나, 결혼·출산 후에 성우로의 이직을 결심하고 미용실을 퇴직했다. 코스프레계 음식점에서 아르바이트를 하며 난바 케이이치가 주재하는 SAG 성우부 제8기생으로 입학했고, 2005년 그의 나이 29세에 게임 《THE감식관》의 鑑太 역으로 성우로 데뷔한다.
곧이어 TV 아사히 《도라에몽》 오디션에서 노비 노비타 역으로 뽑혀 TV 애니메이션에 데뷔한다.

## 출연 작품
굵은 글씨는 메인 캐릭터.

### TV 애니메이션
2005년
- 도라에몽 (2005년 애니메이션) - 노비 노비타

2010년
- 스티치! 새로운 모험 - 학생F, 커플여자, 시코, 여자, 여자 A
- 그래도 마을은 돌아간다 - 나츠히코 소년, 스에카네 리포터

### 극장판
2006년
- 극장판 도라에몽: 진구의 공룡대탐험 - 노비 노비타[4]

2007년
- 극장판 도라에몽: 진구의 마계 대모험 7인의 마법사 - 노비 노비타

2008년
- 극장판 도라에몽: 진구와 초록거인전 - 노비 노비타

2009년
- 극장판 도라에몽: 신 진구의 우주개척사 - 노비 노비타[5]

2010년
- 극장판 도라에몽: 진구의 인어대해전 - 노비 노비타

2011년
- 극장판 도라에몽: 진구와 철인군단 날아라 천사들] - 노비 노비타

2012년
- 극장판 도라에몽 진구와 기적의 섬: 애니멀 어드벤처 - 노비 노비타

2013년
- 극장판 도라에몽: 진구의 비밀도구 박물관 - 노비 노비타

2014년
- 도라에몽: 스탠바이미 - 노비 노비타
- 극장판 도라에몽 진구의 아프리카 모험: 베코와 5인의 탐험대 - 노비 노비타[6]

2015년
- 극장판 도라에몽: 진구의 우주영웅기~스페이스 히어로즈~ - 노비 노비타

2016년
- 극장판 도라에몽: 신 진구의 버스 오브 재팬 - 노비 노비타[7]

2017년
- 극장판 도라에몽: 진구의 남극 꽁꽁 대모험 - 노비 노비타

2018년
- 극장판 도라에몽: 진구의 보물섬 - 노비 노비타

2019년
- 극장판 도라에몽: 진구의 달 탐사기 - 노비 노비타

2020년
- 도라에몽 노비타의 신공룡 - 노비 노비타

2025년
- 극장판 도라에몽: 진구의 그림이야기 - 노비 노비타

### OVA
2008년
- 야나세 타카시 메루헨 극장 - 에스

### TV
- 퀴즈몬스터 (2007년) 치아키의 카드 멤버로서 참가

## 같이 보기
- 미즈타 와사비 (도라에몽 역)
- 카카즈 유미 (시즈카 역)
- 세키 토모카즈 (스네오 역)
- 키무라 스바루 (자이안 역)